# 4'-戊氧基联苯-4-甲酸
4'-戊氧基联苯-4-甲酸是一种有机化合物，化学式为C18H20O3。它可由4'-羟基联苯-4-甲酸在碱存在下与1-溴戊烷反应，再酸化后得到。它和氯化亚砜或草酰氯反应，可以得到4'-戊氧基联苯-4-甲酰氯。